# Hermann Haller
Hermann Haller fue un deportista suizo que compitió en remo. Ganó una medalla de oro en el Campeonato Europeo de Remo de 1925, en la prueba de cuatro sin timonel.

## Palmarés internacional
| Campeonato Europeo | Campeonato Europeo     | Campeonato Europeo | Campeonato Europeo |
| Año                | Lugar                  | Medalla            | Prueba             |
| ------------------ | ---------------------- | ------------------ | ------------------ |
| 1925               | Praga (Checoslovaquia) | Medalla de oro     | Cuatro sin timonel |